# Hyphydrus eldenbecki
Hyphydrus eldenbecki är en skalbaggsart som beskrevs av Olof Biström 1982. Hyphydrus eldenbecki ingår i släktet Hyphydrus och familjen dykare. Inga underarter finns listade i Catalogue of Life.